# Kerstin Uvnäs Moberg
Kerstin Uvnäs Moberg, tidigare Uvnäs Wallensten, ogift Uvnäs, född 12 februari 1944 i Lund i Malmöhus län, är en svensk läkare och forskare. 
Kerstin Uvnäs Moberg disputerade 1976 och blev docent vid Karolinska Institutet i farmakologi och sedan professor i fysiologi vid Sveriges lantbruksuniversitet 1995. 
Kerstin Uvnäs Mobergs forskning handlade ursprungligen om magtarmkanalens endokrina system. På 80-talet blev Kerstin Uvnäs Moberg intresserad av kvinnlig fysiologi och hälsa och därmed också av hormonet oxytocin. Uvnäs Moberg har bidragit till grundläggande kunskap rörande de fysiologiska effekterna av oxytocin och även dess roll vid amning, närhet och massage. Under de sista åren har även oxytocinets effekter vid menopaus studerats. Kerstin Uvnäs Moberg har också intresserat sig för oxytocinets roll och positiva hälsoeffekter av interaktion mellan människor och djur.
Kerstin Uvnäs Moberg föreläser i nationella och internationella sammanhang. Hon har skrivit flera böcker varav Lugn och beröring och Närhetens hormon har översatts till ett flertal andra språk.
Tillsammans med ett antal andra forskare vid Karolinska Institutet anmälde Kerstin Uvnäs Moberg en kollega för forskningsfusk. Kollegan dömdes för oredlighet i forskning av såväl KI:s som Vetenskapsrådets etiska kommitté. Utredningen har dock kritiserats för att vara undermålig och 2017 anmäldes ärendet till Europadomstolen.
Kerstin Uvnäs Moberg är dotter till professor Börje Uvnäs och Brita Jacobson (omgift Ferner) samt dotterdotter till Oscar Jacobson och systerdotter till Anders Jacobson. Hon var 1969–1978 gift med läkaren Richard Wallensten (född 1945) och 1981–1994 med docenten och överläkaren Sven Moberg (1934–2017), son till advokaten Wilhelm Moberg och Karin, ogift Nachmansson. Bland barnen märks biträdande statsepidemiologen Anders Wallensten (född 1974).